# Final da Copa do Mundo FIFA de 1930
A Final da Copa do Mundo FIFA de 1930 foi disputada pelos finalistas das Olimpíadas de 1928, Uruguai e Argentina.

## A Decisão

### Pré-Jogo
A final foi disputada no Estádio Centenário em 30 de julho, que estava em péssimas condições. Os portões do estádio foram abertos às oito horas, seis horas antes do pontapé de saída. Ainda que a partida fosse no Uruguai, a maior parte dos 80 mil espectadores era da Argentina. Um desentendimento ofuscou a preparação para o jogo porque as equipes discordavam sobre quem deveria fornecer a bola, forçando a FIFA a intervir e decretar que a seleção argentina daria a bola para o primeiro tempo e a uruguaia daria a bola para o segundo.
Dias antes da final contra o Uruguai, o atacante argentino Francisco Varallo estava em séria dúvida com uma lesão no joelho. A Argentina chegou à Copa do Mundo sem um médico. Por isso, os delegados entraram em contato com Juan Campisteguy, filho do então presidente da República do Uruguai. Campisteguy examinou Varallo antes da final e recomendou que ele não jogasse por causa de sua lesão no joelho. Os dirigentes argentinos acharam que seu diagnóstico era parcial, pois jogariam contra o Uruguai, e decidiram incluí-lo na equipe. O jogador entrou em campo e sofreu a lesão aos poucos minutos da final, em um momento em que não eram permitidas substituições.
Nos dias que antecederam a partida decisiva, uma banda de música de Montevidéu começou a praticar em frente ao hotel em Santa Lucia, onde a delegação argentina estava hospedada. O objetivo era interromper o descanso dos jogadores. Luis Monti recebeu uma carta em seu quarto ameaçando a ele e sua família de morte. De acordo com Monti: "Fiquei muito assustado quando joguei aquela partida porque eles ameaçaram matar a mim e a minha mãe. Eu estava tão apavorado que nem pensei que estava jogando futebol. Infelizmente, decepcionei meus colegas de equipe.".

### O jogo
Aos 12 minutos do primeiro tempo, Pablo Dorado, do Uruguai, abriu o placar após um passe de Héctor Castro. Mas a Argentina reagiu rapidamente. Oito minutos depois, Carlos Peucelle recebeu de Manuel Ferreira e empatou a partida. Luis Monti avançou com a bola em direção ao ataque argentino e lançou. José Nasazzi levantou as mãos para alegar impedimento, mas o árbitro permitiu que a jogada prosseguisse. Guillermo Stábile avançou sem resistência e bateu Ballestrero com um chute alto.
Já no segundo tempo, a partida ficou mais acirrada. Aos 12 minutos do segundo tempo, José Pedro Cea empatou com um passe de Héctor Scarone e o Uruguai assumiu o controle da partida. Aos 23 minutos do segundo tempo, Victoriano Santos Iriarte colocou o time da casa à frente, em um chute surpreendente de 30 metros de distância, após um passe de Ernesto Mascheroni. Faltando 1 minuto para o fim do jogo, Héctor Castro cabeceou um cruzamento de Pablo Dorado para fazer 4 a 2 e dar ao Uruguai seu primeiro título da Copa do Mundo.

### Pós Jogo
O Uruguai acrescentou o título de vencedores da Copa do Mundo para o manto de Campeões Olímpicos, com Jules Rimet, presidente da FIFA, apresentando o troféu da Copa do Mundo, que foi mais tarde batizado com seu nome. O dia seguinte foi declarado feriado nacional no Uruguai; na capital argentina, Buenos Aires, uma multidão atirou pedras no consulado uruguaio.
De acordo com Francisco Varallo: "No intervalo, eu estava convencido de que iríamos vencer. Estávamos com um gol de vantagem e eles, que eram mais velhos do que nós, pareciam cansados. Mas no vestiário ouvi coisas que não me agradaram. "Se ganharmos aqui, eles vão nos matar", disse um companheiro de equipe. Comecei a olhar para os rostos e vi que vários deles estavam assustados, não apenas Monti, que estava sendo visado. Eles haviam perdido a garra que Stábile, Peucelle e eu, por exemplo, tínhamos demonstrado. Para piorar a situação, o árbitro os deixava bater demais. Na jogada que antecedeu o empate em 2 a 2, Manco Castro acertou Botasso, nosso goleiro, nas costelas. Ele ficou muito mal, não conseguia levantar o braço. Foi por isso que Iriarte marcou o terceiro gol a 30 metros de distância, ele estava dobrado de dor e ninguém se atreveu a colocar um jogador de campo no gol, nem o técnico nem os jogadores mais experientes. Eles fizeram bem o seu trabalho: marcaram, aproveitaram, jogaram muito bem. E eu fiquei com um grande sentimento de raiva por ter perdido aquela final. Eu e muitos outros argentinos".
Francisco Varallo foi último jogador vivo daquela final tendo falecido em 30 de agosto de 2010.

## Rota até a final
| Equipe  | J | V | E | D | GF | GC | SG | Pts |
| ------- | - | - | - | - | -- | -- | -- | --- |
| Uruguai | 2 | 2 | 0 | 0 | 5  | 0  | +5 | 4   |
| Romênia | 2 | 1 | 0 | 1 | 3  | 5  | −2 | 2   |
| Peru    | 2 | 0 | 0 | 2 | 1  | 4  | −3 | 0   |

| Equipe    | J | V | E | D | GF | GC | SG | Pts |
| --------- | - | - | - | - | -- | -- | -- | --- |
| Argentina | 3 | 3 | 0 | 0 | 10 | 4  | +6 | 6   |
| Chile     | 3 | 2 | 0 | 1 | 5  | 3  | +2 | 4   |
| França    | 3 | 1 | 0 | 2 | 4  | 3  | +1 | 2   |
| México    | 3 | 0 | 0 | 3 | 4  | 13 | −9 | 0   |

## Detalhes da partida
| 30 de julho de 1930 | Uruguai                                                            | 4 – 2     | Argentina                                     | Estádio Centenário, Montevidéu             |
| 14:00 (UTC-3:30)    | Dorado 12' · Cea 57'[carece de fontes?] · Iriarte 68' · Castro 89' | Relatório | Peucelle 20' · Stábile 37'[carece de fontes?] | Público: 68,346 Árbitro: BEL John Langenus |

| Uruguai | Argentina |

|                 |                     |  |  |
|                 |                     |  |  |
| G               | Enrique Ballesteros |  |  |
| Z               | José Nasazzi        |  |  |
| Z               | Ernesto Mascheroni  |  |  |
| MLD             | José Andrade        |  |  |
| MC              | Lorenzo Fernández   |  |  |
| MLE             | Álvaro Gestido      |  |  |
| PTD             | Pablo Dorado        |  |  |
| ID              | Héctor Scarone      |  |  |
| CA              | Héctor Castro       |  |  |
| IE              | Pedro Cea           |  |  |
| PTE             | Santos Iriarte      |  |  |
| Treinador:      |                     |  |  |
| Alberto Suppici |                     |  |  |

|                                      |                      |  |  |
|                                      |                      |  |  |
| G                                    | Juan Botasso         |  |  |
| Z                                    | José Della Torre     |  |  |
| Z                                    | Fernando Paternoster |  |  |
| MLD                                  | Pedro Suárez         |  |  |
| MC                                   | Luis Monti           |  |  |
| MLE                                  | Juan Evaristo        |  |  |
| PTD                                  | Mario Evaristo       |  |  |
| ID                                   | Manuel Ferreira      |  |  |
| CA                                   | Guillermo Stábile    |  |  |
| IE                                   | Francisco Varallo    |  |  |
| PTE                                  | Carlos Peucelle      |  |  |
| Treinadores:                         |                      |  |  |
| Francisco Olazar Juan José Tramutola |                      |  |  |

| Assistentes: Henri Christophe (Bélgica) Ulises Saucedo (Bolívia) |